# Bardineto
Bardineto (Berdenëi en langue ligurienne) est une commune de la province de Savone, dans la région Ligurie, en Italie.

## Économie
Production de lait et de fromage.

## Monuments
Ancien château en ruine.

## Administration
| Période                                  | Période  | Identité          | Étiquette | Qualité |
| ---------------------------------------- | -------- | ----------------- | --------- | ------- |
| 14 juin 2004                             | En cours | Silvana Frascheri |           |         |
| Les données manquantes sont à compléter. |          |                   |           |         |

### Communes limitrophes
Boissano, Calizzano, Castelvecchio di Rocca Barbena, Garessio, Giustenice, Loano, Magliolo, Pietra Ligure, Toirano.